# Entoloma roseoalbum
Entoloma roseoalbum är en svampart som beskrevs av Arnolds & Noordel. 2004. Entoloma roseoalbum ingår i släktet Entoloma och familjen Entolomataceae.   Inga underarter finns listade i Catalogue of Life.